# 乔迪·威廉森
乔迪·威廉森FRS（1981年生于澳大利亚波拉尔），澳大利亚数学家、悉尼大学教授。 他在36岁的时候被选为英国皇家学会最年轻的在世会员。

## 教育
威廉森2000年进入悉尼大學，2003年获学士学位，随后进入弗赖堡大学，2008年获博士学位。

## 研究和职业生涯
获得博士学位之后，威廉森在牛津大学圣彼得学院做博士后研究，2011年至2016年在马克斯·普朗克研究所数学所工作。
威廉森主要研究群论。与本·伊莱亚斯一起，他得出了Kazhdan-Lusztig猜想的第一个纯代数证明，并提出了该理论的简化形式。为此他在Wolfgang Soergel工作的基础上建立了多项式环的纯代数霍奇理论。